# Huelga de prostitutas de Minas Gerais de 2021
La huelga de prostitutas de Minas Gerais de 2021 fue una huelga laboral que involucró a varios miles de prostitutas del estado brasileño de Minas Gerais. La huelga fue organizada por la Aprosmig, la Associação das Prostitutas de Minas Gerais (en español, "Asociación de Prostitutas de Minas Gerais") y duró aproximadamente una semana a principios de abril. Ocurriendo durante la pandemia de COVID-19, el objetivo de la huelga era presionar al Ministerio de Salud para que añadiese a las trabajadoras sexuales entre los grupos prioritarios para la inmunización contra la COVID-19. Muchas de las protestas ocurrieron en la ciudad de Belo Horizonte, capital de Minas Gerais. A pesar del paro, el Ministerio de Salud no agregó a las trabajadoras sexuales como grupo prioritario para las vacunas.

## Antecedentes
A lo largo de 2021, la pandemia de COVID-19 continuó en Brasil, siendo marzo de ese año uno de los peores meses de la pandemia. Las trabajadoras sexuales se vieron especialmente afectadas por los efectos de la pandemia, y muchas de ellas redujeron o suspendieron por completo sus actividades como resultado. En el estado de Minas Gerais, en ese momento, aproximadamente 80.000 prostitutas eran miembros de la Aprosmig, la Asociación de Prostitutas de Minas Gerais, viviendo en Belo Horizonte 3500 de ellas. Si bien la ciudad de Belo Horizonte y las donaciones brindaron asistencia financiera y de salud en cierta medida, muchas prostitutas continuaron trabajando debido a sus necesidades financieras y, como resultado, muchas contrajeron COVID-19. Sin embargo, después de que muchos hoteles en el centro de Belo Horizonte fueran cerrados como parte de un confinamiento que comenzó el 17 de marzo, aproximadamente 3000 trabajadoras sexuales perdieron sus lugares de trabajo.

## Transcurso de la huelga
El 1 de abril, se informó en el diario O Tempo de Minas Gerais que las trabajadoras sexuales en todo el estado estaban realizando un paro laboral. Cida Vieira, presidenta de Aprosmig, afirmó que el objetivo de la huelga era presionar a los gobiernos municipales, estatales y federal para que agregasen a las trabajadoras sexuales como grupo prioritario para las vacunas contra el COVID-19. Vieira dijo que, antes de la huelga, había solicitado a los gobiernos de Minas Gerais y Belo Horizonte que agregaran a las trabajadoras sexuales como un grupo prioritario, y ambas entidades alegaron que estaban subordinadas al plan de vacunación establecido por el Ministerio de Salud federal, que no incluía a las trabajadoras sexuales entre sus grupos prioritarios. Según Vieira, el paro laboral fue apoyado por la RBP (Rede Brasileira de Prostitutas; "Red Brasileña de Prostitutas") y muchas otras organizaciones estatales de prostitutas. Hablando del impulso para clasificarse como grupo prioritario, Vieira declaró que "Nuestro trabajo es de contacto físico diario y con varias personas. Somos muy vulnerables y deberíamos ser incluidas en algún grupo de riesgo. No queremos que nos pongan por delante de nadie, sino que nos vean con ojos de humanidad". Además de Aprosmig, la organización estatal equivalente en el vecino estado de Bahía también optó por llamar a un paro laboral, aunque un artículo del 3 de abril en el periódico Correio de Bahía informó que muy pocas prostitutas en el estado optaron por participar, citando la necesidad de seguir recaudando dinero. Aprosmig afirmó que la huelga continuaría hasta que se garantizaran las vacunas para las trabajadoras sexuales, quienes discutían la necesidad de ser calificadas como trabajadoras esenciales.
El 5 de abril, varias trabajadoras sexuales en huelga protestaron en la Rua Guaicurus, una de las principales vías de Belo Horizonte. El 7 de abril, una protesta en Belo Horizonte casi se vuelve violenta después de un enfrentamiento entre las manifestantes y la policía. En total, la huelga duró alrededor de una semana, pero finalmente, el Ministerio de Salud no agregó a las trabajadoras sexuales a su lista de grupos prioritarios.